# Ankush Hazra
Ankush Hazra (* 14. Februar) ist ein indischer Schauspieler, Produzent, Tänzer und Fernsehpersönlichkeit, der hauptsächlich im bengalischen Kino arbeitet. Er spielte in seiner Karriere in über 26 Filmen mit und erhielt mehrere Auszeichnungen, darunter den Mahanayak Samman (2023), verliehen von der Regierung von Westbengalen.

## Persönliches Leben
Hazra wurde am 14. Februar in Bardhaman, Westbengalen geboren. Er schloss seine Ausbildung an der Holy Rock School und der East West Model School ab. Er machte seinen B.B.A. von der Heritage Academy. Seit Juli 2020 ist Hazra mit ihrer Schauspielkollegin Oindrila Sen liiert.

## Filmographie

### Filme
- 2010: Kellafate
- 2012: Idiot
- 2013: Kanamachi
- 2013: Khiladi[3]
- 2014: Ami Sudhu Cheyechi Tomay[4]
- 2015: Romeo Vs Juliet[5]
- 2015: Aashiqui
- 2015: Jamai 420[6]
- 2016: Kelor Kirti[7]
- 2016: Ki Kore Toke Bolbo
- 2016: Zulfiqar
- 2016: Haripada Bandwala
- 2017: Ami Je Ke Tomar
- 2017: Bolo Dugga Maiki
- 2018: Villain[8]
- 2019: Bibaho Obhijaan
- 2021: Magic[9]
- 2021: FIR No. 339/7/6
- 2022: Savings Account
- 2022: Ogo Bideshini[10]
- 2022: Uttwaraan
- 2023: Bhoy
- 2023: Abar Bibaho Obhijaan[11]
- 2023: Love Marriage[12]
- 2023: Kurban[13]
- 2024: Mirza: Part 1 - Joker[14]
- 2024: Mon Kharap[15]

### Apparition des invités
- 2022: Kishmish[16]
- 2023: Bibaho Bibhrat
- 2023: Raktabeej

### Série Web
- 2020: Case Jaundice
- 2023: Shikarpur[17]

## Auszeichnungen und Nominierungen
- 2017: IBFA Awards
- 2020: Films and Frames Digital Film Awards
- 2023: Mahanayak Samman[18]